# Névy László
Névy László, születési nevén Neff László (Középiszkáz, 1841. január 27. – Budapest, 1902. április 5.) tanár, kereskedelmi akadémiai igazgató, tanügyi és esztétikai szakíró; a Petőfi Társaság egyik alapítótagja.

## Pályája
Apja, Neff József tanító és községi jegyző volt. Szüleivel 1846-ban Pápa mellé, Kiskovácsiba költözött, itt nevelkedett. Tanulmányait Pápán, Veszprémben, Győrött, Pannonhalmán (15 éves korától mint bencés-növendék) és 1860-ban Csornán végezte. Családi nevét ez időben változtatta Névyre. 1861-ben mint premontrei áldozópap a szombathelyi főgimnáziumban a magyar irodalom és történelem tanára lett és e minőségben tíz évig működött. 1869-ben magyar nyelv- és irodalomból, valamint klasszika-filológiából a budapesti egyetemen tanári oklevelet szerzett. 1871-ben kilépett a premontrei rendből és a budapesti ev. ref. gimnáziumnak, 1882-ben a kereskedelmi akadémiának lett tanára, ahol a magyar irodalmat és a kereskedelmi levelezést tanította. 1885-ben igazgató-helyettessé nevezték ki, 1896-ban rendes igazgatónak választották meg. Egyike azon íróknak, akik 1878-ban a Petőfi Társaságot alapították. Évekig külső bíráló tagja volt az országos közoktatási tanácsnak; az Eötvös Egylet és az országos középiskolai tanáregyesület tiszteletbeli tagja; 1894-től Budapest törvényhatósági bizottságának tagja. A kereskedelmi szakiskolai tanárok országos egyesülete alakuló gyűlésén 1894-ben őt választotta meg elnökévé, 1895-ben újra megválasztották.
Sikeres kísérleteket tett a szépirodalom terén. Ezópusi meséi a Kisfaludy Társaság pályázatán jutalomban és dicséretben részesültek, akárcsak három drámaelméleti könyve (1873);  A népért című tragédiájával megnyerte a Magyar Tudományos Akadémia Teleki-pályadíját. Magyarázatos szövegkiadásait minden gimnázium és reáliskola használta (Shakespeare Coriolanusa és Julius Caesarja bevezetéssel és jegyzetekkel a Jeles Írók Iskolai Tárában.)
Első dolgozatai 1859-ben költemények voltak, melyeket álnévvel írt a lapokba; a 60-as években számos kritikai s egyéb cikket írt Riedl Szende Kritikai Lapjaiba s a Kalauzba, utóbb Zoványi Független Lapjaiba és Hatala Szabad Egyházába (ebben különösen Eckardt theistikus aesthetikájáról közlött egy terjedelmesb tanulmányt); 1871-ben feltünést keltett a Kisfaludy-Társaság dramaturgiai pályázatán: A tragédia elmélete c. jutalmazott pályaművével (Kisfaludy-Társaság Évlapjai. Uj F. VI.); szintén ott jelent meg: A komédia elmélete (1872. VII.) ez is 50 arany pályadíjat nyert); A drámai középfajok elmélete (VIII. 1873.) szintén 50 arannyal jutalmazott pályamű; továbbá (IX. 1875.) A modern mesék c. alatt 10 mesével vett részt a Kisfaludy-társaság pályázatán, A kecske tragédiájával jutalmat nyert, a kilencet pedig megdicsérték. 1871-ben Pestre költözése alkalmával belső munkatársa lett Szana Tamás Figyelőjének, melybe számos aesthetikai és biráló cikket írt; írt még a M. Tanügybe (1872) és a Magyar Nyelvőrbe. 1872-ben az országos középiskolai Tanáregyesület megválasztotta Közlönye szerkesztőjének, mely tisztében mindig egyhangú megválasztás alapján, tíz évig működött; e lapba tanügypolitikai, didaktikai, metodikai cikkek és egyéb közleményei vannak a Budap. Szemlében (1873. A tragédia és komédia között); a Figyelőben (1874. Tompa symbolismusa); az Otthonban (1874. Élvezzünk, «A szépért» című tragédiájából, 1875. Bolyay Farkas); a Petőfi-Társaság Lapjában (1877. Petőfi «Apostola», 1878, költ.); 1879-ben ő vezette az Ellenőr irodalmi rovatát, melybe birálatokat írt, de ugyan-e lapban számos tárcacikket is közölt (1877. 494. sat. sz. Cariolan felesége, 1878. 35., 48. sz. A nő Petőfi költészetében); A Koszorúban (1879. Prózánkról. 1880. Balogh Zoltán emlékezete, Petőfi olasz tanulmánya, 1881. A viselet aesthetikai szempontból, Dédanyánk olvasmányai, 1882. Régi magyar humoristákról, 1883. Arany János emlékezete). Egyéb irodalmi dolgozatai, melyek lapokban és folyóiratokban jelentek meg: szónoklatok, felolvasások, tanulmányok, elbeszélések, költemények, útirajzok sat.

## Művei
- Az írásművek elmélete vagyis az irály-, költészet- és szónoklattan kézikönyve. Pest, 1870. (A szerző jó tankönyvíró volt, munkáiból sok ezer ifjú tanulta a verselés és prózaírás szabályait. Egy kötetbe foglalt stilisztikája, poétikája és retorikája kilenc kiadást ért.)
- Olvasmányok az írásművek elméletéhez. Pest, 1871. (Ennek a szemelvény gyűjteménynek is számos kiadása jelent meg. Hasznos tájékozás meríthető belőle, hogy a kiegyezés után következő korszakban milyen verses és prózai munkákat tartottak értékes iskolai olvasmányoknak.)
- A tragédia elmélete. Pest, 1871. (A Kisfaludy Társaság jutalmával kitüntetett pályamű. Új irány, egyéni felfogás, eredeti szempontok nincsenek benne, de valamennyi idetartozó kérdésről alapos felvilágosítást nyujt s korának tudományos színvonalán áll.)
- A komédia elmélete. Pest, 1872. (A Kisfaludy Társaság jutalmával kitüntetett pályamű. Ebben az összefoglalásában is lelkiismeretesen feldolgozza a külföldi kutatások eredményeit.)
- A drámai középfajok elmélete. Pest, 1873. (Az első teljes magyar dramaturgia befejezése. Csak utána jelent meg Szigligeti Ede dramaturgiája: A dráma és válfajai).
- A magyar nemzeti irodalom történetének vázlata irodalomtörténeti olvasókönyvvel. A középiskolák számára. Pest, 1872. (Ötödik kiadása 1891-ben. Egy ideig sikeresen versenyzett Beöthy Zsolt középiskolai irodalomtörténetével, azután kiszorult a forgalomból. Szövege Toldy Ferenc tanításaihoz igazodott.)
- Esztétikai dolgozatok. Pest, 1873. (Kisebb tanulmányainak gyűjteménye.)
- Stilisztika. Két rész. Budapest, 1875–1876. (Középiskolai tankönyv.)
- Retorika. Budapest, 1878. (Középiskolai tankönyv.)
- Poétika. Budapest, 1880. (Középiskolai tankönyv.)
- Olvasmányok a poétikához. Budapest, 1881. (Mint előbb említett tankönyvei, ez is több kiadást ért.)
- Olvasmányok a retorikához. Budapest, 1883. (Az ifjúság irodalmi nevelése terén a Névy-könyveknek évtizedekig vezető szerepe volt, később Négyesy László és Riedl Frigyes tankönyvei léptek helyükbe.)
- Bajza József. Pozsony, 1883. (Magyar Helikon.)
- Jókai Mór. Budapest, 1894. (A regényíró ötvenéves írói jubileumára.)

(A kereskedelmi nyelvről és a könyvvitelről is jelentek meg könyvei.)